# バースデイ・ガール
『バースデイ・ガール』（BIRTHDAY GIRL）は、村上春樹の短編小説。

## 概要
| 初出     | 書き下ろし                                                                   |
| 収録書籍 | 『バースデイ・ストーリーズ』 （中央公論新社、2002年12月7日、村上春樹編・訳） |

短編集『バースデイ・ストーリーズ』の「あとがき」で、本作品は肩の力を抜いて楽しんで書かれたものであると記されている。同短編集は、2006年1月、「村上春樹 翻訳ライブラリー」シリーズの一冊として新書化された。その際、2編の翻訳が新たに収録された。
本作品は短編集『めくらやなぎと眠る女 TWENTY STORIES』（新潮社、2009年11月）にも収録されている。
中学3年生用の国語教科書『伝え合う言葉 中学国語3』（教育出版）に採用された。

### 英訳
| タイトル | Birthday Girl                                               |
| 翻訳     | ジェイ・ルービン                                            |
| 初出     | 『Harper's』2003年7月号                                     |
| 収録書籍 | 『Blind Willow, Sleeping Woman』（クノップフ社、2006年7月） |

## あらすじ
物語は回想から始まる。
二十歳の誕生日を迎えた女の子は、誕生日もまたアルバイト先のイタリア料理店で働いていた。その日、店のフロア・マネージャーが体調を急に壊し、代わりに彼女がフロア・マネージャー以外誰も姿を見た事の無いオーナーに夕食を運ぶ事になる。時間通りに食事を運んだ彼女はオーナーに年齢を尋ねられ、今日が二十歳の誕生日であると言う。彼女はオーナーに誕生日を祝福のしるしとして一つだけ願い事を叶えようと言われ、戸惑いながらも一つの願い事をする。
回想する彼女に「僕」は尋ねる。願い事は叶ったのか、願い事に後悔はないか、
彼女
主人公。「僕」を前にして二十歳の誕生日を回想する。
オーナー
彼女が二十歳の時にアルバイトをしていたイタリア料理店のオーナー。店のあるビルの6階に部屋を持ち毎晩8時に店から食事を運ばせている。
フロア・マネージャー
彼女の二十歳の誕生日に突如体調を崩し、彼女に自分の代わりにオーナーへ食事を運ぶように指示する。
僕
彼女の物語の聞き手。二十歳の誕生日を回想する彼女を前に、彼女にいくつかの質問をする。

## 映像化
2022年に、本作と「かえるくん、東京を救う」「かいつぶり」「ねじまき鳥と火曜日の女たち」「UFOが釧路に降りる」「めくらやなぎと眠る女」を翻案したカナダ・フランス・ルクセンブルク・オランダの国際共同制作のアニメ映画『めくらやなぎと眠る女（原題：Saules Aveugles, Femme Endormie）』が制作された。